# The Traveller (Allan Taylor)
The Traveller è un album del cantautore inglese Allan Taylor pubblicato nel 1978.
È da molti considerato il miglior lavoro del chitarrista e compositore di Brighton, che mescola abilmente sonorità tipicamente inglesi ad altre più marcatamente pop. A volte prevalgono velature malinconiche, a volte ballate di piacevole fattura, spaziando da stilemi folk al pop più raffinato.
Il disco fu premiato con il Gran Premio discografico di Montreux, nel 1980, come miglior album folk dell'anno.

## Tracce

### Lato A
- Homestate
- It's Your Way
- Running in a Crowded City
- The Traveller
- Lone Pilgrim

### Lato B
- Land of the North Wind
- Cold Hard Town
- The Ladies Are the Loving Kind
- Lady Take Your Time
- Good to See You